# Heroes on Tour
Heroes On Tour je třetí koncertní album švédské power metalové kapely Sabaton vydané 4. března 2016. Na albu je záznam z turné k albu Heroes, konkrétně vystoupení na německém Wackenu a ve švédském Falunu. Součástí balení je i vystoupení kapely s Českým symfonickým orchestrem Praha.

## Seznam skladeb

### DVD 1 / Blu-ray 1
Wacken Open Air (Německo)
1. Final Countdown
2. The March To War
3. Ghost Division
4. To Hell And Back
5. Carolus Rex
6. No Bullets Fly
7. Resist And Bite
8. Far From The Fame
9. Panzerkampf
10. Gott Mit Uns
11. The Art Of War
12. Soldier Of 3 Armies
13. Swedish Pagans
14. Screaming Eagles
15. Night Witches
16. Primo Victoria
17. Metal Crüe

Bonus
1. Noch ein Bier
2. Sabaton s Českým symfonickým orchcestrem Praha
3. The Art Of War
4. The Final Solution

### DVD 1 / Blu-ray 2
Falun (Švédsko)
1. Final Countdown
2. The March To War
3. Ghost Division
4. To Hell And Back
5. Carolus Rex
6. Panzer Battalion
7. Wolfpack
8. Attero Dominatus
9. 7734
10. Union
11. The Art Of War
12. Saboteurs
13. Coat Of Arms
14. En Livstid I Krig
15. Resist And Bite
16. Swedish Pagans
17. Night Witches
18. Primo Victoria
19. Metal Crüe

### CD
Wacken Open Air (Německo)
1. The March To War
2. Ghost Division
3. To Hell And Back
4. Carolus Rex
5. No Bullets Fly
6. Resist And Bite
7. Far From The Fame
8. Panzerkampf
9. Gott Mit Uns
10. The Art Of War
11. Soldier Of 3 Armies
12. Swedish Pagans
13. Screaming Eagles
14. Night Witches
15. Primo Victoria
16. Metal Crüe